# Obletter

Logo

Obletter ist ein 1825 von Josef Obletter in München gegründetes Spielwaren-Fachgeschäft.

## Geschichte

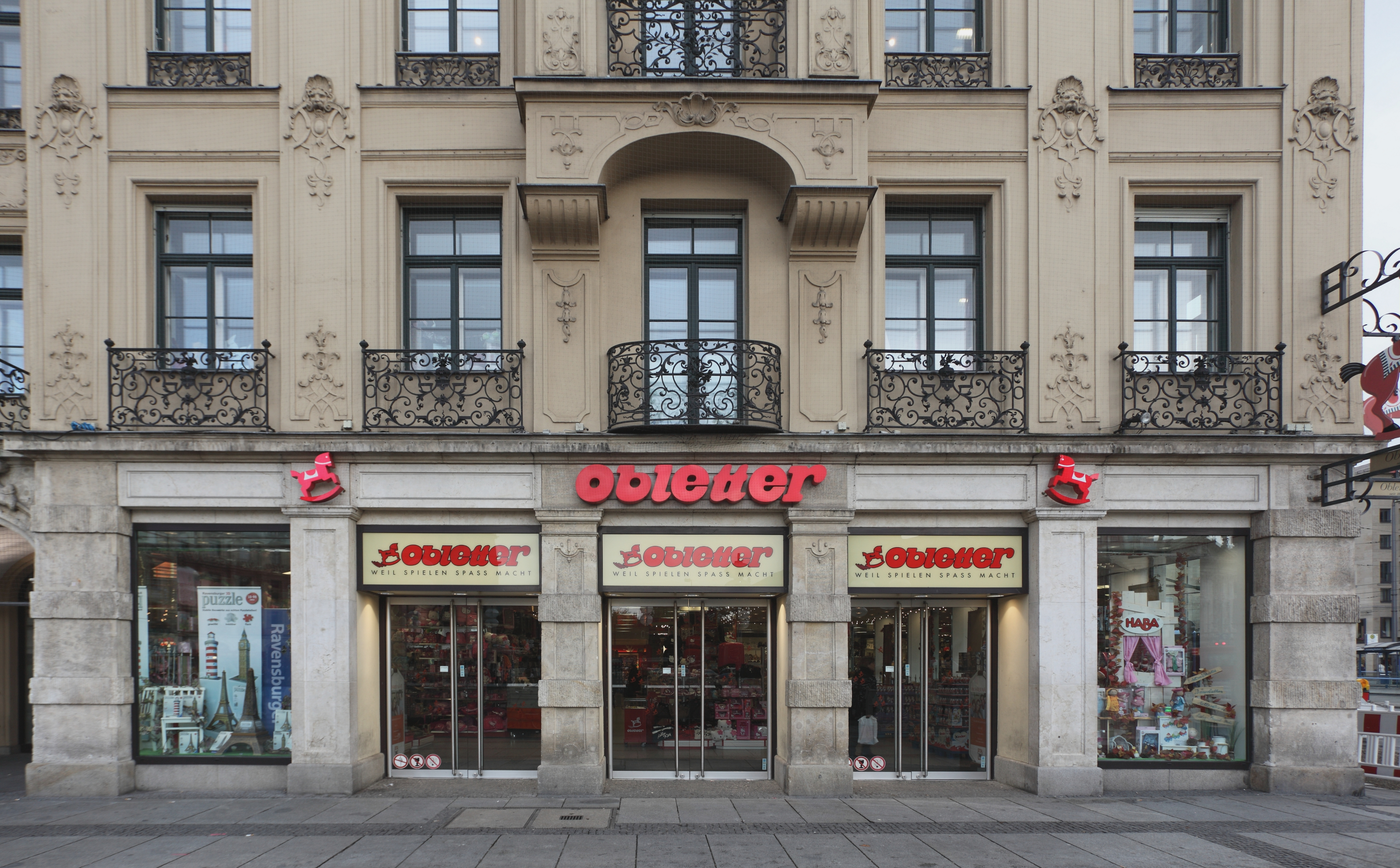
Obletter am Stachus in München

Mit der Eröffnung des ersten Geschäftes am Marienplatz in München begründete Josef Obletter, dessen Familie aus Gröden in Südtirol stammt, das älteste und größte Spielwarengeschäft in München. Obletter war auch königlicher Hoflieferant. Das Spielwarengeschäft Obletter wurde an den Kaufmann Karl Wiedling (1867–1917) verkauft und später von seinem Neffen Egon Wiedling (verstorben 1957) und seinem Sohn Karl Wiedling weitergeführt. Später kam es zur Trennung und Egon Wiedling führte nach dem Zweiten Weltkrieg sein Geschäft Spielwaren Wiedling in der Theratinerstraße. Obletter zog auf den Karlsplatz, im Volksmund auch Stachus genannt. Dort erstreckte sich das Geschäft über zwei Häuser.

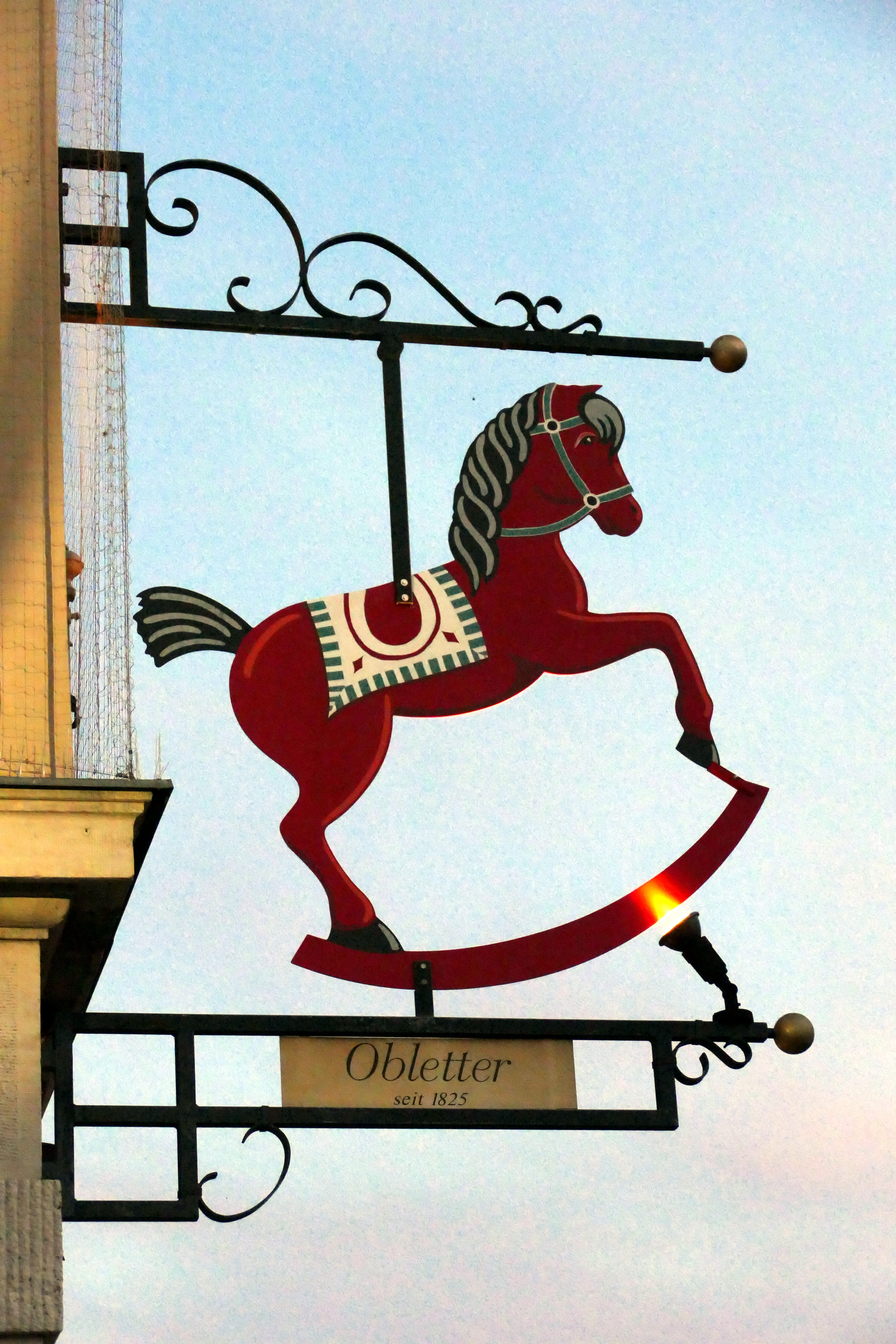
Nasenschild am Stachus

Das Unternehmen war bis ungefähr 1972 in Familienbesitz und hatte zu dieser Zeit das Hauptgeschäft am Stachus, eine Filiale in München-Schwabing und eine weitere am Marienplatz. Um diese Zeit wurde das Unternehmen an Franz Carl Weber in Zürich verkauft. Ab da führte die Firma das Logo „rotes Feld mit weißem Schaukelpferd“ statt des ursprünglichen „Teddybärs mit Ball“. Dieses Logo wurde 1970 aufgegeben und die Wortmarke „Obletter“ eingeführt. Entworfen wurde dieses Logo von dem Grafiker Rudolf Schwarzbeck aus München. Die Firma FCW Zürich erwarb noch mehrere Familienunternehmen in Deutschland und gründete auch neue Geschäfte unter dem Namen Obletter.
Zu der Firmengruppe gehörten circa 30 Einzelhandelsgeschäfte, zum Beispiel eine im Olympia-Einkaufszentrum, als im Jahr 1984 Probleme auftraten. Teilweise wurden Geschäfte geschlossen oder verkauft. Eine kleinere Gruppe mit dem Hauptgeschäft am Stachus wurde von Investoren weitergeführt. Dieser Bestand wurde 1997 von der Drogeriekette Müller aus Ulm übernommen.
Die Bayerische Hausbau bestätigte der Münchener Abendzeitung, dass die Müller Handels GmbH & Co. KG, zu der Obletter seit 1997 gehört, den Mietvertrag am Karlsplatz nicht verlängern wollte. Dieser sollte zum 31. Januar 2023 auslaufen. Im März 2022 wurde der Mietvertrag allerdings verlängert.

## Aufkauf durch Müller
Seit 1997 ist Obletter ein Unternehmen der Müller-Gruppe. Da die meisten Müller-Geschäfte ebenfalls über eigene Spielwarenabteilungen verfügen, begann Müller nach der Übernahme einen Großteil der Obletter-Filialen zu schließen oder an kleine Unternehmer weiterzuverkaufen. In zahlreichen Kleinstädten existieren Spielwarengeschäfte mit dem Namen Obletter, die aber nichts mehr mit Müller zu tun haben.
Am 1. März 2007 schloss die letzte Filiale außerhalb Münchens in der Nürnberger Innenstadt.
Von ehemals zwölf Niederlassungen, die Müller übernahm, existiert heute nur noch die am Münchner Stachus.
Heute ist Obletter am Stachus vor allem ein beliebtes Ladenlokal. Mit rund 16.000 Artikeln auf zwei Etagen baut Obletter nach wie vor auf klassisches Spielzeug, das man sonst selten findet, wie Schaukelpferde, Holzspielzeug, Brettspiele, Marionetten und Dampfmaschinen.

## Statistik
| Jahr | Beschäftigte |
| ---- | ------------ |
| 2007 | 69           |
| 2006 | 72           |
| 2005 | 123          |
| 2004 | 250          |